# تری پرچت
ترنس دیوید جان پرچت (Terence David John Pratchett) یا تری پرچت (Terry Pratchett) (زادهٔ ۲۸ آوریل ۱۹۴۸ - درگذشتهٔ ۱۲ مارس ۲۰۱۵)، نویسنده‌ای بریتانیایی در سبک خیال‌پردازی، علمی‌تخیلی و کتاب کودکان بود.

## زندگی خصوصی
تری پرچت در سال ۱۹۴۸ در بیکنزفیلد، یکی از توابع باکینگهام‌شایر متولد شد، پس از فراغت تحصیل، به شغل خبرنگاری مشغول شد و در سال ۱۹۷۱ اولین رمان خود، مردمان فرش‌نشین را به‌چاپ رساند. در سال ۱۹۸۷ به‌طور جدی به حرفهٔ نویسندگی روی آورد و از آن سال به‌طور متوسط سالانه ۲ رمان منتشر کرد.
پرچت زندگی خود را در «نوشتن، راه‌رفتن، رایانه، زندگی» خلاصه می‌کرد. او همیشه کلاه بزرگ و سیاه‌رنگی بر سر داشت که پشت جلد بسیاری از آثار او دیده می‌شود. پرچت یکی از پشتیبانان ممتاز اومانیست‌های بریتانیایی بود. پدرش در پنجم ماه مه ۲۰۰۶ درگذشت.

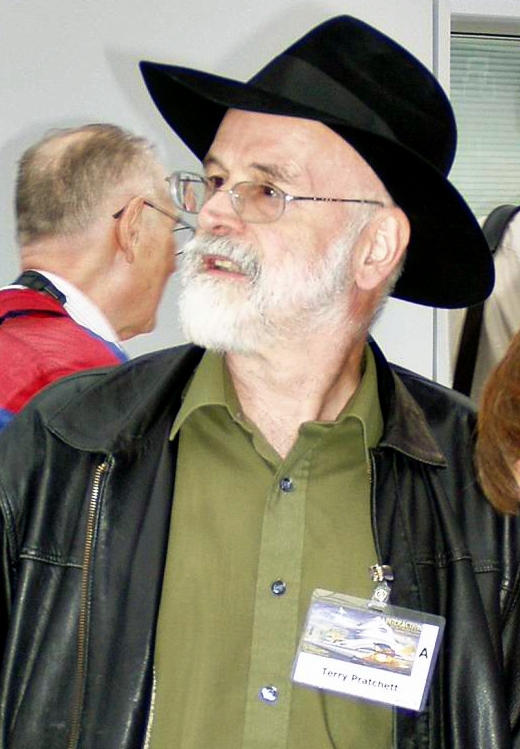
تری پرچت

او در سال ۲۰۰۷ مبتلا به آلزایمر شد ولی به نوشتن ادامه داد و آخرین کتاب خود را در تابستان سال گذشته به پایان رساند.
او در اوج سال‌های فعالیت خود بیش از سالی سه عنوان کتاب نوشت. نگاه طنزآلود و غریب او به دنیا شهرتی جهانی برایش به ارمغان آورد.

## افتخارات
- سال ۲۰۰۹ از الیزابت دوم ملکه بریتانیا نشان شوالیه گرفت و لقب «سر» دریافت کرد.[۱]
- سال ۲۰۰۳ آماری منتشر شد که طبق آن، رمان‌های جلد سخت پرچت پس از آثار رولینگ ۶ درصدی، ۳٫۴ درصد سهم بازار را در اختیار داشتند.
- در همان آمار، رمان‌های جلد کاغذی او پس از آثار بزرگانی چون جیمز پترسون، الکساندر مک‌کال اسمیت، جان گریشان و تالکین با ۱٫۲درصد پنجم شد.
- او در سال ۱۹۹۸ به‌خاطر خدمتش به ادبیات انگلیسی، موفق به دریافت نشان افتخار سلطنتی بریتانیا شد، پس از دریافت جایزه به‌طعنه گفت: «شک دارم 'خدمتم به ادبیات' را مد نظر داشته باشند، می‌خواهند دیگر ننویسم!»
- پرچت در سال ۱۹۹۹ از دانشگاه وارویک، در سال ۲۰۰۱ از دانشگاه پورتسموث، در سال ۲۰۰۳ از دانشگاه بث و در سال ۲۰۰۴ از دانشگاه بریستول موفق به دریافت دکترای افتخاری ادبیات گردید.
- رمان مائوریس شگفت‌انگیز و جونده‌های تحصیل‌کرده‌اش برای دو سال پیاپی برندهٔ مدال برتر رمان کودکان کارنگی شد.

### دیسک‌ورلد
از این مجموعه تاکنون بیش از ۴۰ رمان به چاپ رسیده که در زمینهٔ خیالپردازی و طنز و هزل هستند و تقریباً هر چیزی زیر این خورشید را به‌سخره گرفته‌اند. دیسک‌ورلد، صفحهٔ تختی است که روی شانهٔ چهار فیل غول‌پیکر قرار گرفته، فیل‌هایی که خود بر روی پشت آتوئین کبیر، لاک‌پشت عظیم‌الجثه‌ای قرار گرفته‌اند که در دنیای بیکران شناکنان به سوی مقصد نامعلومی حرکت می‌کند. رمان‌هایش تقریباً هر چه شخصیت خیال‌پردازی و علمی-تخیلی است را شامل می‌شود، ایده‌ها و حقه‌ها، شرکت فیلم‌سازی برگمن، استرالیا، فیلم‌سازی، انتشار روزنامه، موزیک راک اند رول، فرهنگ، فلسفه، تاریخ مصر باستان، مهاجرت قبایل اولیه، بی‌نظمی و سلطنت.
- ایزدان خُرد - سیزدهمین کتاب از مجموعهٔ دیسک‌ورلد

### بروملیاد
- ۱۹۸۸ راننده کامیون‌ها
- ۱۹۹۰ گداها
- ۱۹۹۰ مدال‌های افتخار

### سه‌گانهٔ جانی ماکس‌ول
- ۱۹۹۲ فقط تو می‌توانی بشریت را نجات دهی
- ۱۹۹۳ جانی و مردگان
- ۱۹۹۶ جانی و بمب

### دیگر آثار
- ۱۹۷۱ مردمان فرش‌نشین
- ۱۹۷۶ طرف تاریک خورشید
- ۱۹۸۱ استراتا
- ۱۹۸۹ گربه خالص (به‌همراه گری جولیف)
- ۱۹۹۰ فال نیک (به‌همراه نیل گیمن)
- آیین‌های برابر

## آثار نوشته شده دربارهٔ پرچت
آثار منتقد آثار او همگی در کتابی تحت عنوان تری پرچت: گناهکار ادبیات به گردآوری اندرو م. باتلر، ادوارد جیمز و فرح مندلسون جمع‌آوری و در سال ۲۰۰۰ در انتشارات بنیاد علمی-تخیلی به‌چاپ رسیده که شامل انتقادات شدیدی بر گونهٔ ادبی خاص داستان‌هایش است.
دیوید لانگ‌فورد در کتابی تحت عنوان امتحانات دانشگاه ندیده مجموعه سوالاتی را از دیسک‌ورلد گرد آورده و به چاپ رسانده‌است.

## طرح جلد
تا سال ۲۰۰۱، تمام رو جلدهای آثار پرچت را جاش کیربای طراحی می‌نمود، اما پس از مرگش در سال ۲۰۰۱، طراحی آثار پرچت به پائول کیدبای داده شد.